# Hermann von Langen (Domdechant, 1484)
Hermann von Langen (* 1417; † 23. Februar 1484 in Münster) war Domdechant in Münster.

## Leben

### Herkunft und Familie
Hermann von Langen entstammte dem westfälischen Adelsgeschlecht von Langen und war der Sohn des Egbert I. von Langen zu Rheine (1375–1423) und dessen Gemahlin Jutta Budde (1385–1435). Sein Bruder Bernd (Bernd II.) war Knappe und Burgmann zu Steinfurt und mit Adelheit von Helmstede gen. Kulen verheiratet. Aus der Ehe ging der spätere Domdechant Hermann von Langen hervor. Dietrich, Hermanns anderer Bruder, war mit Sophie NN. verheiratet. Aus der Ehe stammen die Söhne Rudolf (bedeutender Frühhumanist) und Hermann (Domherr).

### Wirken
Im Jahre 1433 absolvierte Hermann ein Studium der Rechtswissenschaften in Köln. Als Domherr zu Münster ist er erstmals am 6. April 1443 nachgewiesen. Im Jahr darauf folgte die Berufung zum Domscholaster. In dieser Funktion oblag ihm die Leitung der Domschule. Am 17. Mai 1449 wird er erstmals als Domdechant erwähnt. 1450 wurde er vom Bischof Heinrich von Moers zusammen mit anderen Kapitularen zu dessen Testamentsvollstrecker ernannt. Am 10. Dezember 1456 wurde in Ahaus der Bischof gewählt. An der Wahl Erichs I. von Münster nahm auch Hermann teil. Seine Wahl zum Propst von St. Mauritz in Münster fiel auf den 2. Dezember 1471. Seinen Amtseid leistete Hermann am 9. Januar 1472.
Er war auch Mitglied des Domkalands und Besitzer des Archidiakonats Bocholt.
Hermann war ein gebildeter Mensch. Er hat sich um die Ausbildung seines Neffen Rudolf verdient gemacht und ihm schon früh ein Domkanonikat zu Münster verschafft.

### Sonstiges
Hermann war einer der Wohltäter des Fraterhauses in Münster. Für die neue Kirche legte er den ersten Stein und schenkte 20 Goldgulden. Er ist auch, zusammen mit dem Domherrn Johann Stael, Stifter des Verkündigungsbildes, das sich ursprünglich im Kloster Liesborn befand und jetzt seinen Platz in der Londoner Nationalgalerie hat.